# Kvalifikace na Mistrovství světa ve fotbale 2018 (AFC) – třetí fáze
V tomto kole (12 skupinových vítězů a 4 špičkové týmy z druhého místa) je 12 týmů z předchozího kola. Budou rozděleny do dvou skupin. Každá skupina má šest týmů. Dva nejlepší týmy ve skupině se kvalifikují do finále Mistrovství světa v roce 2018, zatímco třetí týmy se postoupí do čtvrtého kola.
Skupinová remíza se konala 12. dubna 2016.

## Tabulka
| Tým         | Z  | V | R | P | VG | IG | +/- | B  |
| ----------- | -- | - | - | - | -- | -- | --- | -- |
| Írán        | 10 | 6 | 4 | 0 | 10 | 2  | +8  | 22 |
| Jižní Korea | 10 | 4 | 3 | 3 | 11 | 10 | +1  | 15 |
| Sýrie       | 10 | 3 | 4 | 3 | 9  | 8  | +1  | 13 |
| Uzbekistán  | 10 | 4 | 1 | 5 | 6  | 7  | -1  | 13 |
| Čína        | 10 | 3 | 3 | 4 | 8  | 10 | -2  | 12 |
| Katar       | 10 | 2 | 1 | 7 | 8  | 15 | -7  | 7  |

## Zápasy
1 kolo 
| 01 září 2016 18:30 CET                           |     |       |                                       |
| Írán                                             | 2-0 | Katar | Azadi Stadion, Teheran diváci: 78 029 |
| Reza Ghučannežad 90+4' Alireza Džahanbachš 90+6' |     |       | Azadi Stadion, Teheran diváci: 78 029 |

| 01 září 2016 13:00 CET                                   |     |                           |                                                                                       |
| Jižní Korea                                              | 3-2 | Čína                      | Soul World Cup Stadium, Soul diváci: 51,238 rozhodčí: Mohammed Abdulla Hassan Mohamed |
| Zheng Zhi 21' (sam.) Lee Chung-yong 63' Koo Ja-cheol 66' |     | 74' Yu Hai 77' Hao Junmin | Soul World Cup Stadium, Soul diváci: 51,238 rozhodčí: Mohammed Abdulla Hassan Mohamed |

| 01 září 2016 17:00 CET |     |       |                                                                |
| Uzbekistán             | 1-0 | Sýrie | Stadion Bunyodkor, Taškent diváci: 29,100 rozhodčí: Ryuji Sato |
| Aleksandr Geynrich 73' |     |       | Stadion Bunyodkor, Taškent diváci: 29,100 rozhodčí: Ryuji Sato |

 2 kolo 
| 06 září 2016 18:00 CET |     |                  |                                                                      |
| Katar                  | 0-1 | Uzbekistán       | Jassim Bin Hamad Stadium, Doha diváci: 7,898 rozhodčí: Ali Abdulnabi |
|                        |     | 86' Egor Krimets | Jassim Bin Hamad Stadium, Doha diváci: 7,898 rozhodčí: Ali Abdulnabi |

| 06 září 2016 14:00 CET |     |             |                                                                                      |
| Sýrie                  | 0-0 | Jižní Korea | Tuanku Abdul Rahman Stadium, Seremban (Malajsie) diváci: 4,350 rozhodčí: Chris Beath |
|                        |     |             | Tuanku Abdul Rahman Stadium, Seremban (Malajsie) diváci: 4,350 rozhodčí: Chris Beath |

| 06 září 2016 13:35 CET |     |      |                                                                       |
| Čína                   | 0-0 | Írán | Stadion Olimpijski, Shenyang diváci: 35,776 rozhodčí: Adham Makhadmeh |
|                        |     |      | Stadion Olimpijski, Shenyang diváci: 35,776 rozhodčí: Adham Makhadmeh |

 3 kolo 
| 06 říjen 2016 15:00 CET |     |                    |                                                                  |
| Uzbekistán              | 0-1 | Írán               | Stadion Bunyodkor, Taškent diváci: 34,000 rozhodčí: Ben Williams |
|                         |     | 27' Džalal Hosejni | Stadion Bunyodkor, Taškent diváci: 34,000 rozhodčí: Ben Williams |

| 06 říjen 2016 13:35 CET |     |                      |                                                                        |
| Čína                    | 0-1 | Sýrie                | Shaanxi Province Stadium, Xi’an diváci: 37,368 rozhodčí: Muhammad Taqi |
|                         |     | 54' Mahmoud Al-Mawas | Shaanxi Province Stadium, Xi’an diváci: 37,368 rozhodčí: Muhammad Taqi |

| 06 říjen 2016 13:00 CET                            |     |                                              |                                                                                  |
| Jižní Korea                                        | 3-2 | Katar                                        | Suwon World Cup Stadium, Suwon diváci: 32,550 rozhodčí: Mohd Amirul Izwan Yaakob |
| Ki Sung-yong 11' Ji Dong-won 56' Son Heung-min 58' |     | 16' (k) Hassan Al-Haidos 45' Sebastián Soria | Suwon World Cup Stadium, Suwon diváci: 32,550 rozhodčí: Mohd Amirul Izwan Yaakob |

 4 kolo 
| 11. říjen 2016 18:00 CET |     |       |                                                                     |
| Katar                    | 1-0 | Sýrie | Jassim Bin Hamad Stadium, Doha diváci: 9,940 rozhodčí: Ahmed Al-Kaf |
| Hassan Al-Haidos 37' (k) |     |       | Jassim Bin Hamad Stadium, Doha diváci: 9,940 rozhodčí: Ahmed Al-Kaf |

| 11. říjen 2016 15:00 CET               |     |      |                                                                            |
| Uzbekistán                             | 2-0 | Čína | Stadion Bunyodkor, Taškent diváci: 21,503 rozhodčí: Hettikamkanamge Perera |
| Marat Bikmayev 50' Otabek Shukurov 86' |     |      | Stadion Bunyodkor, Taškent diváci: 21,503 rozhodčí: Hettikamkanamge Perera |

| 11. říjen 2016 16:45 CET |     |             |                                                            |
| Írán                     | 1-0 | Jižní Korea | Azadi Stadion, Teheran diváci: 75,800 rozhodčí: Ryuji Sato |
| Sardar Azmun 25'         |     |             | Azadi Stadion, Teheran diváci: 75,800 rozhodčí: Ryuji Sato |

 5 kolo 
| 15. listopad 2016 12:35 CET |     |       |                                                                  |
| Čína                        | 0-0 | Katar | Tuodong Stadium, Kunming diváci: 32,763 rozhodčí: Mohanad Sarray |
|                             |     |       | Tuodong Stadium, Kunming diváci: 32,763 rozhodčí: Mohanad Sarray |

| 15. listopad 2016 13:00 CET |     |      |                                                                                    |
| Sýrie                       | 0-0 | Írán | Tuanku Abdul Rahman Stadium, Seremban (Malajsie) diváci: 4,560 rozhodčí: Ali Sabah |
|                             |     |      | Tuanku Abdul Rahman Stadium, Seremban (Malajsie) diváci: 4,560 rozhodčí: Ali Sabah |

| 15. listopad 2016 12:00 CET      |     |                    |                                                                        |
| Jižní Korea                      | 2-1 | Uzbekistán         | Soul World Cup Stadium, Soul diváci: 30,526 rozhodčí: Fahad Al-Mirdasi |
| Nam Tae-hee 67' Koo Ja-cheol 86' |     | 25' Marat Bikmayev | Soul World Cup Stadium, Soul diváci: 30,526 rozhodčí: Fahad Al-Mirdasi |

 6 kolo 
| 23. březen 2017 17:00 CET |     |                  |                                                                      |
| Katar                     | 0-1 | Írán             | Jassim Bin Hamad Stadium, Doha diváci: 10,237 rozhodčí: Liu Kwok Man |
|                           |     | 52' Mehdi Taremi | Jassim Bin Hamad Stadium, Doha diváci: 10,237 rozhodčí: Liu Kwok Man |

| 23. březen 2017 12:35 CET |     |             |                                                             |
| Čína                      | 1-0 | Jižní Korea | Helong Stadium, Čangša diváci: 30,950 rozhodčí: Peter Green |
| Yu Dabao 35'              |     |             | Helong Stadium, Čangša diváci: 30,950 rozhodčí: Peter Green |

| 23. březen 2017 13:00 CET |     |            |                                                                                      |
| Sýrie                     | 1-0 | Uzbekistán | Hang Jebat Stadion, Malakka (Malajsie) diváci: 350 rozhodčí: Mohammed Abdulla Hassan |
| Omar Kharbin 90+1' (k)    |     |            | Hang Jebat Stadion, Malakka (Malajsie) diváci: 350 rozhodčí: Mohammed Abdulla Hassan |

 7 kolo 
| 28. březen 2017 15:00 CET |     |       |                                                                    |
| Uzbekistán                | 1-0 | Katar | Stadion Bunyodkor, Taškent diváci: 19,000 rozhodčí: Mohanad Sarray |
| Odil Ahmedov 65'          |     |       | Stadion Bunyodkor, Taškent diváci: 19,000 rozhodčí: Mohanad Sarray |

| 28. březen 2017 13:00 CET |     |       |                                                                       |
| Jižní Korea               | 1-0 | Sýrie | Soul World Cup Stadium, Soul diváci: 30,352 rozhodčí: Adham Makhadmeh |
| Hong Jeong-ho 4'          |     |       | Soul World Cup Stadium, Soul diváci: 30,352 rozhodčí: Adham Makhadmeh |

| 28. březen 2017 15:00 CET |     |      |                                                               |
| Írán                      | 1-0 | Čína | Azadi Stadion, Teheran diváci: 78,115 rozhodčí: Muhammad Taqi |
| Mehdi Taremi 46'          |     |      | Azadi Stadion, Teheran diváci: 78,115 rozhodčí: Muhammad Taqi |

 8 kolo 
| 12. červen 2017 18:45 CET         |     |            |                                               |
| Írán                              | 2-0 | Uzbekistán | Azadi Stadion, Teheran rozhodčí: Ahmed Al-Kaf |
| Sardar Azmun 23' Mehdi Taremi 88' |     |            | Azadi Stadion, Teheran rozhodčí: Ahmed Al-Kaf |

| 13. červen 2017 15:45 CET                     |     |                           |                                                                   |
| Sýrie                                         | 2-2 | Čína                      | Hang Jebat Stadion, Malakka (Malajsie) rozhodčí: Ammar Al-Jeneibi |
| Mahmoud Al-Mawas 12' (k) Ahmad Al Salih 90+3' |     | 68' (k) Gao Lin 75' Wu Xi | Hang Jebat Stadion, Malakka (Malajsie) rozhodčí: Ammar Al-Jeneibi |

| 13. červen 2017 21:00 CET                |     |                                     |                                                                 |
| Katar                                    | 3-2 | Jižní Korea                         | Jassim Bin Hamad Stadium, Doha rozhodčí: Hettikamkanamge Perera |
| Hassan Al-Haidos 25', 74' Akram Afif 51' |     | 62' Ki Sung-yong 70' Hwang Hee-chan | Jassim Bin Hamad Stadium, Doha rozhodčí: Hettikamkanamge Perera |

 9 kolo 
| 31. srpen 2017 14:00 CET                    |     |                   |                                                                        |
| Sýrie                                       | 3-1 | Katar             | Hang Jebat Stadion, Malakka (Malajsie) diváci: 300 rozhodčí: Ali Sabah |
| Omar Kharbin 7', 54' Mahmoud Al-Mawas 90+5' |     | 35' Ali Assadalla | Hang Jebat Stadion, Malakka (Malajsie) diváci: 300 rozhodčí: Ali Sabah |

| 31. srpen 2017 14:00 CET |     |            |                                                                            |
| Čína                     | 1-0 | Uzbekistán | Wuhan Sports Center, Wuhan diváci: 51.666 rozhodčí: Hettikamkanamge Perera |
| Gao Lin 84' (pen.)       |     |            | Wuhan Sports Center, Wuhan diváci: 51.666 rozhodčí: Hettikamkanamge Perera |

| 31. srpen 2017 14:00 CET |     |      |                                                                   |
| Jižní Korea              | 0-0 | Írán | Soul World Cup Stadium, Soul diváci: 63.124 rozhodčí: Peter Green |
|                          |     |      | Soul World Cup Stadium, Soul diváci: 63.124 rozhodčí: Peter Green |

 10 kolo 
| 05 září 2017 17:00 CET |     |                         |                                |
| Katar                  | 1–2 | Čína                    | Jassim Bin Hamad Stadium, Doha |
| Akram Afif 47'         |     | Xiao Zhi 74' Wu Lei 84' | Jassim Bin Hamad Stadium, Doha |

| 05 září 2017 17:00 CET |     |                                           |                        |
| Írán                   | 2–2 | Sýrie                                     | Azadi Stadion, Teheran |
| Sardar Azmoun 45', 64' |     | Tamer Haj Mohamad 13' Omar Al Somah 90+3' | Azadi Stadion, Teheran |

| 05 září 2017 17:00 CET |     |             |                            |
| Uzbekistán             | 0–0 | Jižní Korea | Stadion Bunyodkor, Taškent |
|                        |     |             | Stadion Bunyodkor, Taškent |

## Tabulka
| Tým            | Z  | V | R | P | VG | IG | +/- | B  |
| -------------- | -- | - | - | - | -- | -- | --- | -- |
| Japonsko       | 10 | 6 | 2 | 2 | 17 | 7  | +10 | 20 |
| Saúdská Arábie | 10 | 6 | 1 | 3 | 17 | 10 | +7  | 19 |
| Austrálie      | 10 | 5 | 4 | 1 | 16 | 11 | +5  | 19 |
| SAE            | 10 | 4 | 1 | 5 | 10 | 13 | -3  | 13 |
| Irák           | 10 | 3 | 2 | 5 | 11 | 12 | -1  | 11 |
| Thajsko        | 10 | 0 | 2 | 8 | 6  | 24 | -18 | 2  |

## Zápasy
1 kolo 
| 1. září 2016 12:30 CET            |     |      |                                                            |
| Austrálie                         | 2-0 | Irák | Perth Oval, Perth diváci: 18,923 rozhodčí: Alireza Faghani |
| Massimo Luongo 58' Tomi Jurič 64' |     |      | Perth Oval, Perth diváci: 18,923 rozhodčí: Alireza Faghani |

| 1. září 2016 12:35 CET |     |                              |                                                                              |
| Japonsko               | 1-2 | SAE                          | Saitama Stadium 2002, Saitama diváci: 58,895 rozhodčí: Abdulrahman Al-Jassim |
| Keisuke Honda 11'      |     | 20', 54' (pen.) Ahmed Khalil | Saitama Stadium 2002, Saitama diváci: 58,895 rozhodčí: Abdulrahman Al-Jassim |

| 1. září 2016 19:30 CET   |     |         |                                                                          |
| Saúdská Arábie           | 1-0 | Thajsko | King Fahd International Stadium, Riyadh diváci: 40,983 rozhodčí: Fu Ming |
| Nawaf Al Abed 84' (pen.) |     |         | King Fahd International Stadium, Riyadh diváci: 40,983 rozhodčí: Fu Ming |

 2 kolo 
| 6. září 2016 13:00 CET    |     |                                      |                                                                                 |
| Irák                      | 1-2 | Saúdská Arábie                       | Shah Alam Stadium, Shah Alam (Malajsie) diváci: 3,400 rozhodčí: Khamis Al-Marri |
| Mohannad Abdul-Raheem 18' |     | 81' (pen.), 88' (pen.) Nawaf Al Abed | Shah Alam Stadium, Shah Alam (Malajsie) diváci: 3,400 rozhodčí: Khamis Al-Marri |

| 6. září 2016 14:15 CET |     |                                      |                                                                    |
| Thajsko                | 0-2 | Japonsko                             | Ražamangala Stadion, Bangkok diváci: 44,500 rozhodčí: Mohsen Torky |
|                        |     | 19' Genki Haraguchi 75' Takuma Asano | Ražamangala Stadion, Bangkok diváci: 44,500 rozhodčí: Mohsen Torky |

| 6. září 2016 17:30 CET |     |                |                                                                                  |
| SAE                    | 0-1 | Austrálie      | Mohammed Bin Zayed Stadium, Abu Dhabi diváci: Mohd Amirul Izwan Yaakob rozhodčí: |
|                        |     | 75' Tim Cahill | Mohammed Bin Zayed Stadium, Abu Dhabi diváci: Mohd Amirul Izwan Yaakob rozhodčí: |

 3 kolo 
| 6. října 2016 19:45 CET                    |     |                                    |                                                                            |
| Saúdská Arábie                             | 2-2 | Austrálie                          | King Abdullah Sports City, Džeddah diváci: 51,616 rozhodčí: Ravšan Irmatov |
| Taisir Al-Jassim 5' Nasser Al-Shamrani 79' |     | 45' Trent Sainsbury 71' Tomi Juric | King Abdullah Sports City, Džeddah diváci: 51,616 rozhodčí: Ravšan Irmatov |

| 6. října 2016 18:00 CET                  |     |                   |                                                                             |
| SAE                                      | 3-1 | Thajsko           | Mohammed Bin Zayed Stadion, Abu Dhabi diváci: 18,242 rozhodčí: Liu Kwok Man |
| Ali Mabkhout 14', 47' Ahmed Khalil 90+3' |     | 65' Tana Chanabut | Mohammed Bin Zayed Stadion, Abu Dhabi diváci: 18,242 rozhodčí: Liu Kwok Man |

| 6. října 2016 12:35 CET                    |     |                     |                                                                     |
| Japonsko                                   | 2-1 | Irák                | Saitama Stadium 2002, Saitama diváci: 57,768 rozhodčí: Kim Dong-jin |
| Genki Haraguchi 26' Hotaru Yamaguchi 90+5' |     | 60' Saad Abdul-Amir | Saitama Stadium 2002, Saitama diváci: 57,768 rozhodčí: Kim Dong-jin |

 4 kolo 
| 11. října 2016 14:30 CET                  |     |         |                                                             |
| Irák                                      | 4-0 | Thajsko | PAS Stadium, Teheran (Írán) diváci: 2,255 rozhodčí: Ma Ning |
| Mohannad Abdul-Raheem 7', 25', 87', 90+4' |     |         | PAS Stadium, Teheran (Írán) diváci: 2,255 rozhodčí: Ma Ning |

| 11. října 2016 19:45 CET                                      |     |     |                                                                            |
| Saúdská Arábie                                                | 3-0 | SAE | King Abdullah Sports City, Džeddah diváci: 60,102 rozhodčí: Kim Jong-hyeok |
| Fahad Al-Muwallad 73' Nawaf Al Abed 79' Yahya Al-Shehri 90+2' |     |     | King Abdullah Sports City, Džeddah diváci: 60,102 rozhodčí: Kim Jong-hyeok |

| 11. října 2016 11:00 CET |     |                    |                                                                       |
| Austrálie                | 1-1 | Japonsko           | Docklands Stadium, Melbourne diváci: 48,460 rozhodčí: Nawaf Shukralla |
| Mile Jedinak 52' (pen.)  |     | 5' Genki Haraguchi | Docklands Stadium, Melbourne diváci: 48,460 rozhodčí: Nawaf Shukralla |

 5 kolo 
| 15. listopadu 2016 16:20 CET        |     |      |                                                                               |
| SAE                                 | 2-0 | Irák | Mohammed Bin Zayed Stadium, Abu Dhabi diváci: 14,583 rozhodčí: Ilgiz Tantašev |
| Ahmed Khalil 26' Ismail Matar 90+3' |     |      | Mohammed Bin Zayed Stadium, Abu Dhabi diváci: 14,583 rozhodčí: Ilgiz Tantašev |

| 15. listopadu 2016 13:00 CET    |     |                                    |                                                                      |
| Thajsko                         | 2-2 | Austrálie                          | Ražamangala Stadion, Bangkok diváci: 36,534 rozhodčí: Fahad Al-Marri |
| Teerasil Dangda 20', 57' (pen.) |     | 9' (pen.), 65' (pen.) Mile Jedinak | Ražamangala Stadion, Bangkok diváci: 36,534 rozhodčí: Fahad Al-Marri |

| 15. listopadu 2016 11:35 CET                    |     |                  |                                                                      |
| Japonsko                                        | 2-1 | Saúdská Arábie   | Saitama Stadium 2002, Saitama diváci: 58,420 rozhodčí: Muhammad Taqi |
| Hiroshi Kiyotake 45' (pen.) Genki Haraguchi 80' |     | 90' Omar Hawsawi | Saitama Stadium 2002, Saitama diváci: 58,420 rozhodčí: Muhammad Taqi |

 6 kolo 
| 23. března 2017 14:00 CET |     |                   |                                                                    |
| Irák                      | 1-1 | Austrálie         | PAS Stadium, Teheran (Írán) diváci: 3,270 rozhodčí: Kim Jong-hyeok |
| Ahmed Yasin Ghani 76'     |     | 40' Mathew Leckie | PAS Stadium, Teheran (Írán) diváci: 3,270 rozhodčí: Kim Jong-hyeok |

| 23. března 2017 16:30 CET |     |                                  |                                                                         |
| SAE                       | 0-2 | Japonsko                         | Hazza Bin Zayed Stadion, Al Ain diváci: 23,725 rozhodčí: Ravšan Irmatov |
|                           |     | 14' Yuya Kubo 52' Yasuyuki Konno | Hazza Bin Zayed Stadion, Al Ain diváci: 23,725 rozhodčí: Ravšan Irmatov |

| 23. března 2017 13:00 CET |     |                                                                            |                                                                     |
| Thajsko                   | 0-3 | Saúdská Arábie                                                             | Ražamangala Stadion, Bangkok diváci: 41,613 rozhodčí: Ali Abdulnabi |
|                           |     | 26' Mohammad Al-Sahlawi 84' (vl.) Tanaboon Kesarat 90+2' Salman Al-Moasher | Ražamangala Stadion, Bangkok diváci: 41,613 rozhodčí: Ali Abdulnabi |

 7 kolo 
| 28. března 2017 19:30 CET |     |      |                                                                                |
| Saúdská Arábie            | 1-0 | Irák | King Abdullah Sports City, Džeddah diváci: 60,153 rozhodčí: Valentin Kovalenko |
| Yahya Al-Shehri 53'       |     |      | King Abdullah Sports City, Džeddah diváci: 60,153 rozhodčí: Valentin Kovalenko |

| 28. března 2017 12:35 CET                                          |     |         |                                                                     |
| Japonsko                                                           | 4-0 | Thajsko | Saitama Stadium 2002, Saitama diváci: 59,003 rozhodčí: Kim Dong-jin |
| Shinji Kagawa 8' Shinji Okazaki 19' Yuya Kubo 57' Maya Yoshida 83' |     |         | Saitama Stadium 2002, Saitama diváci: 59,003 rozhodčí: Kim Dong-jin |

| 28. března 2017 11:00 CET           |     |     |                                                                       |
| Austrálie                           | 2-0 | SAE | Sydney Football Stadium, Sydney diváci: 27,328 rozhodčí: Ahmed Al-Kaf |
| Jackson Irvine 7' Mathew Leckie 78' |     |     | Sydney Football Stadium, Sydney diváci: 27,328 rozhodčí: Ahmed Al-Kaf |

 8 kolo 
| 8. června 2017 12:00 CET         |     |                                                |                                                                  |
| Austrálie                        | 3-2 | Saúdská Arábie                                 | Adelaide Oval, Adelaide diváci: 29,785 rozhodčí: Ravshan Irmatov |
| Tomi Juric 7', 36' Tom Rogic 64' |     | 23' Salem Al-Dawsari 45+2' Mohammad Al-Sahlawi | Adelaide Oval, Adelaide diváci: 29,785 rozhodčí: Ravshan Irmatov |

| 13. června 2017 14:00 CET |     |                    |                                                                     |
| Thajsko                   | 1-1 | SAE                | Ražamangala Stadion, Bangkok diváci: 24,417 rozhodčí: Muhammad Taqi |
| Mongkol Tossakrai 69'     |     | 90+3' Ali Mabkhout | Ražamangala Stadion, Bangkok diváci: 24,417 rozhodčí: Muhammad Taqi |

| 13. června 2017 14:25 CET |     |               |                                                           |
| Irák                      | 1-1 | Japonsko      | PAS Stadium, Teheran (Írán) diváci: 983 rozhodčí: Fu Ming |
| Mahdi Kamel 73'           |     | 8' Yuya Osako | PAS Stadium, Teheran (Írán) diváci: 983 rozhodčí: Fu Ming |

 9 kolo 
| 29. srpna 2017 18:30 CET          |     |                    |                                                          |
| SAE                               | 2-1 | Saúdská Arábie     | Hazza Bin Zayed Stadion, Al Ain rozhodčí: Kim Jong-hyeok |
| Ali Mabkhout 21' Ahmed Khalil 60' |     | Al-Abed 20' (pen.) | Hazza Bin Zayed Stadion, Al Ain rozhodčí: Kim Jong-hyeok |

| 31. srpna 2017 14:00 CET       |     |                                             |                                                                       |
| Thajsko                        | 1-2 | Irák                                        | Ražamangala Stadion, Bangkok diváci: 22.604 rozhodčí: Nawaf Shukralla |
| Ahmad Ibrahim Khalaf 63' (vl.) |     | 34' Justin Meram 85' (pen.) Saad Abdul-Amir | Ražamangala Stadion, Bangkok diváci: 22.604 rozhodčí: Nawaf Shukralla |

| 31. srpna 2017 12:35 CET             |     |           |                                                                        |
| Japonsko                             | 2-0 | Austrálie | Saitama Stadium 2002, Saitama diváci: 59.492 rozhodčí: Alireza Faghani |
| Takuma Asano 41' Yosuke Ideguchi 82' |     |           | Saitama Stadium 2002, Saitama diváci: 59.492 rozhodčí: Alireza Faghani |

 10 kolo 
| 5. září 2017 16:00 CET |     |     |                                                |
| Irák                   | 1–0 | SAE | Amman International Stadium, Ammán (Jordánsko) |
| Ayman Hussein 29'      |     |     | Amman International Stadium, Ammán (Jordánsko) |

| 5. září 2017 12:00 CET           |     |                  |                                                                 |
| Austrálie                        | 2-1 | Thajsko          | Melbourne Rectangular Stadium, Melbourne rozhodčí: Liu Kwok Man |
| Tomi Juric 69' Mathew Leckie 86' |     | 82' Pokklaw Anan | Melbourne Rectangular Stadium, Melbourne rozhodčí: Liu Kwok Man |

| 5. září 2017 19:30 CET |     |          |                                    |
| Saúdská Arábie         | 1–0 | Japonsko | King Abdullah Sports City, Džeddah |
| Fahad Al-Muwallad 63'  |     |          | King Abdullah Sports City, Džeddah |